# Agelaea (Plantae)
Agelaea, rod lijana, grmovitih penjačica ili manjeg drveća iz porodice Connaraceae. Prema Kewu postoji 14 vrsta iz tropske Afrike, Indokine, Hainana i Malezije.
Tipična vrsta je Agelaea villosa Sol. ex Planch., sinonim za Agelaea pentagyna.  Rod je opisan u Linnaea 23: 437. 1850.

## Priznate vrste
1. Agelaea borneensis (Hook.f.) Merr.
2. Agelaea gabonensis Jongkind
3. Agelaea insignis (Schellenb.) Leenh.
4. Agelaea macrophylla (Zoll.) Leenh.
5. Agelaea palmata Jongkind
6. Agelaea pentagyna (Lam.) Baill.
7. Agelaea poggeana Gilg
8. Agelaea rubiginosa Gilg
9. Agelaea thouarsiana Baill.
10. Agelaea trinervis (Llanos) Merr.

- Agelaea annobonensis G.Schellenb.; Kew. Možda sinonim za Agelaea pentagyna
- Agelaea baronii G.Schellenb.; Kew. Možda sinonim za Agelaea pentagyna
- Agelaea claessensii De Wild.; Kew. Možda sinonim za Agelaea pentagyna
- Agelaea conraui G.Schellenb.; Kew. Možda sinonim za Agelaea pentagyna
- Agelaea paradoxa Gilg; Kew. Možda sinonim za Castanola paradoxa (Gilg) G.Schellenb.

## Sinonimi
- Hemiandrina Hook.f.; Trans. Linn. Soc. London 23: 171 (1860)
- Troostwykia Miq.; Fl. Ned. Ind., Eerste Bijv.: 531 (1861